# Ara guadeloupensis
El guacamayo de Guadalupe o guacamayo antillano menor (Ara guadeloupensis) es una especie hipotética de ave psitaciforme de la familia Psittacidae, una especie hipotética extinta de guacamayo que pudo haber habitado en la isla antillana de Guadalupe. 
Esta especie era de un colorido similar al guacamayo rojo (Ara macao), pero era más pequeña, con una cola roja y manchas amarillas en las alas. La especie era endémica de las islas de Guadalupe y Martinica, en las Antillas Menores. Walter Rothschild dividía al Ara guadaloupensis en dos especies diferentes: el guacamayo legendario (Ara purpurascens) y el guacamayo de Martinica (Ara martinica).
El naturalista francés Jean-Baptiste Du Tertre fue el primero en describir detalladamente este guacamayo, en 1654 y 1676, además de realizar ilustraciones de este y otros animales encontrados en la isla Guadalupe. Posteriormente, en 1742, el clérigo francés Jean Baptiste Labat realizó una nueva descripción. Escritores como George Edwards y John Latham también mencionan la presencia de guacamayos rojos y azules en las islas de América.
La mayor parte de las trece especies actualmente extintas de guacamayos que vivieron en las islas del Caribe son conocidas solo por descripciones y dibujos antiguos y representan solo especies hipotéticas. Solo tres especies de guacamayo endémicas del Caribe son conocidos a partir de restos físicos: el guacamayo de Guadalupe, el guacamayo cubano (Ara tricolor) y el guacamayo de Saint Croix (Ara autocthones).
En 1760 el zoólogo francés Mathurin Jacques Brisson citó una carta de M. de la Borde, donde se menciona que los guacamayos se habían vuelto muy raros en las islas antillanas por su caza excesiva para alimentos. Por entonces solo se podían encontrar en zonas no frecuentadas por el hombre y probablemente desaparecieron poco después. Los loros son a menudo una de las primeras especies en ser exterminados en una determinada localidad, especialmente en islas.